# Ramon Subirats i Miquel
Ramon Subirats i Miquel (Vila de Gràcia, 19 de març de 1891 - Barranquilla, 7 de febrer de 1942) va ser un pintor català nacionalitzat argentí. Famós pels seus carbons i pastissos de figures de la seva època i nadius de regions d'Amèrica del Sud.
El 1891 va néixer al municipi de Gràcia, al pla de Barcelona, i el 1903 va ingressar, alhora, al taller dels impressors Seix i Barral i a l'Escola d'Arts de Barcelona, on fruit dels seus estudis va ser premiat amb un Esment (1908) i una Medalla d'argent (1911). Durant aquell període també va assistir a classes nocturnes del Cercle Artístic de Sant Lluc. L'any 1911 es va exiliar a l'Argentina, després d'haver-se negat a complir el servei militar obligatori amb les Forces armades d'Espanya en el context previ de la Guerra del Rif. El 1912 es va instal·lar a la ciutat de Mendoza i el 1915 va fer el seu primer enviament al 1r Saló de Pastelistes de Buenos Aires. Entre les seves obres, destaca el retrat de la novel·la Don Segundo Sombra (1934) i la decoració de la capella El Bon Pastor (1930-1933).
Entre 1916 i 1941 també va dibuixar a persones indígenes del Paraguai, el Brasil, Bolívia, Perú, Equador i Colòmbia, fet que el va convertir en pioner del gènere de retrat indígena a l'Amèrica Llatina. Com a resultat, les seves obres es van exposar a la ciutat on residia, però també a Buenos Aires, Rosario, Valparaíso i Santiago de Xile. El 7 de febrer de 1942 va morir a la ciutat colombiana de Barranquilla després de patir un atac de cor. La seva parella es deia Graciana Ursomarzo. L'any 2013, el Museu Etnològic i de Cultures del Món va rebre la donació d'una quinzena d'obres de l'autor, fetes a càrrec de Jordi Vidal i Sordé, acadèmic de l'art i administrador del seu llegat.